# Lorena
A Lorena (em francês: Lorraine; em alemão: Lothringen) é uma região histórica e antiga região administrativa (1986-2015) do nordeste da França, que hoje integra a região Grande Leste (Alsácia-Champanha-Ardenas-Lorena).

## Geografia
A Lorena era a única região francesa a possuir fronteiras com três outros países: a Bélgica (Valônia), Luxemburgo e a Alemanha (länder de Sarre e Renânia-Palatinado). Ela é também vizinha de três ex-regiões francesas: Alsácia, Champanha-Ardenas e Franco-Condado.

## História
A Lorena é um vestígio do reino do carolíngio Lotário I, a Lotaríngia (em latim: Lotharingia), enquanto seu irmão Carlos o Calvo recebia a Frância ocidental (França) e Luís o Germânico a Frância oriental (Germânia). Quando o reino loreno desaparece, seus dois vizinhos não tardam a cobiçá-lo. Através do Sacro Império Romano-Germânico, é a última que toma o controle da região inicialmente, mas, com o passar dos séculos, o reino da França toma pouco a pouco o controle deste território. Apesar das últimas tentativas, em 1870 e 1940, a Lorena está hoje em dia profundamente integrada à França.

## Economia
Com 44 000 milhões de euros, a Lorena é responsável por 3,4% do PIB francês, o que a situa no oitavo lugar entre as antigas 22 regiões francesas metropolitanas. Os serviços terciários e a logística são os setores com a mais forte progressão. Paralelamente, a situação das indústrias tradicionais (indústria têxtil, exploração mineira e metalurgia) se degrada, originando em consequência duas importantes dificuldades na região: uma taxa de desemprego elevada (mas inferior à média nacional) e um grande número de sítios poluídos e frequentemente abandonados.

## Cultura
Pela sua posição geográfica, a Lorena foi uma região de trocas culturais privilegiadas entre a França e as culturas germânicas. Assim, diversas inovações entraram pela Lorena antes de se espalhar pelo resto da França (música, gastronomia, etc.). A Lorena também foi o berço de movimentos culturais originais, dentre os quais o mais famoso é certamente o Art nouveau, levado à França pela École de Nancy.